# Johan Markusson
Carl Johan Marcus Markusson, född 20 augusti 1979 i Gävle, är en svensk ishockeyspelare, som har spelat för fyra olika ishockeyklubbar. Markusson avslutade sin ishockeykarriär 2014 i Växjö Lakers. Markusson fick i början av ishockeysäsongen 2016/2017 sin tröja upphissad i Vida arenas tak i Växjö.
Sedan 2020 är Markusson VD för Växjö Lakers HC.

## Klubbar
- Hagaströms SK (Moderklubb)
- 1997-1999 Brynäs IF
- 1999-2001 Bodens IK
- 2001-2005 IK Oskarshamn
- 2005-2014     Växjö Lakers HC